# Antena izotropowa
Antena izotropowa, antena wszechkierunkowa, promiennik izotropowy – teoretyczna antena o następujących cechach:
- emituje sygnał równomiernie (izotropowo) we wszystkich kierunkach,
- cały sygnał, którym zasilana jest antena, jest wysyłany bez strat i odbić,
- ma zerowe wymiary fizyczne.

Zysk energetyczny anteny izotropowej wynosi 0 dBi. Pojęcie anteny izotropowej jest stosowane przy określaniu EIRP i jest modelem teoretycznym, gdyż antena taka w rzeczywistości nie istnieje.
Antena ta jest szczególnym przypadkiem anteny dookolnej: jej charakterystyka promieniowania jest idealnie sferyczna.
Moc wypromieniowywana przez antenę jest definiowana przez zależność:
{\displaystyle P_{pr}=\iint U_{ave}\,d\Omega =U_{ave}\iint \,d\Omega =4\pi \,U_{ave},}
gdzie:
{\displaystyle d\Omega =d\theta \,d\phi ,}
{\displaystyle \theta } – kąt charakterystyki promieniowania w płaszczyźnie poziomej,
{\displaystyle \phi } – kąt charakterystyki promieniowania w płaszczyźnie pionowej,
{\displaystyle U_{ave}} – średnia gęstość promieniowania (która może być interpretowana jako gęstość promieniowania anteny izotropowej wypromieniowującej moc równą mocy badanej anteny rzeczywistej), definiowana jako {\displaystyle \iint U(\theta ,\phi )\,d\Omega ,}
{\displaystyle U(\theta ,\phi )} – gęstość promieniowania anteny.